# Odo av Cluny
Odo av Cluny, född cirka 878 i Le Mans, död 18 november 942 i Tours, var en fransk benediktinermunk, musikteoretiker, kompositör och körledare i klostret i Cluny. Odo av Cluny vördas som helgon i den Romersk-katolska kyrkan, och har sin minnesdag den 18 november.

## Biografi
Odo av Cluny blev 909 munk, präst och abbot för klostret Baume i Baume-les-Messieurs. År 931 fick han i uppdrag av påven Johannes XI att reformera ett antal kloster i norra Frankrike och Italien. Mellan 936 och 942 reformerade han de klostren i Subiaco och Monte Cassino i Italien.
Han har skrivit tolv antifoner till ära för den helige Martin. Tidigare har man tillskrivit honom tre musikteoretiska verk om tonintervall, tonskalor, monokord och orgelpipor. Senare forskning påstår att dessa skrifter kunde istället ha författats av Odo de Saint-Maur-des-Fossés (död 1030). Odo de Cluny har författat en hagiografi över Gerald de Aurillac, moralessäer, med mera.